# Hayley Squires
Hayley Squires (* 16. April 1988 in London als Hayley McGinty) ist eine britische Schauspielerin und Bühnenautorin.

## Leben
Hayley McGinty wurde 1988 im Südlondoner Stadtteil Forest Hill geboren. Sie hat einen älteren Bruder. Als sie 14 Jahre alt war, ließ sich die Familie in Sittingbourne nieder. Zwei Jahre darauf ließen sich ihre Eltern scheiden.
Sie studierte an der Londoner Schauspielschule Rose Bruford College. Nach ihrem Studium verfasste sie mehrere Theaterstücke, darunter das 2012 beim Royal Court’s Young Writers Festival inszenierte Stück Vera Vera Vera. Im gleichen Jahr erhielt sie ihre erste Fernsehrolle in der ersten Episode der Dramaserie Call the Midwife – Ruf des Lebens. Es folgten weitere Rollen in Film- und Fernsehproduktionen. Einem größeren Publikum wurde Squires 2016 in der Rolle der Katie in Ken Loachs Sozialdrama Ich, Daniel Blake bekannt. Danach übernahm sie Rollen in Filmen wie Das blutrote Kleid, Happy New Year, Colin Burstead. und In the Earth.

## Filmografie (Auswahl)
- 2012: Call the Midwife – Ruf des Lebens (Call the Midwife, Fernsehserie, Episode 1x01)
- 2013: Complicit (Fernsehfilm)
- 2013: Southcliffe (Miniserie, 3 Episoden)
- 2014: Blood Cells
- 2015: A Royal Night – Ein königliches Vergnügen (A Royal Night Out)
- 2016: Murder (Miniserie, Episode 1x02)
- 2016: Ich, Daniel Blake (I, Daniel Blake)
- 2016: Away
- 2016: Polar Bear (Kurzfilm)
- 2017: Philip K. Dick’s Electric Dreams (Fernsehserie, Episode 1x03)
- 2017: The Miniaturist – Die Magie der kleinen Dinge (The Miniaturist, Miniserie, 3 Episoden)
- 2018: Collateral (Miniserie, 4 Episoden)
- 2018: Das blutrote Kleid (In Fabric)
- 2018: Happy New Year, Colin Burstead.
- 2018: Giantland
- 2020: Adult Material (Fernsehserie, 4 Episoden)
- 2021: In the Earth
- 2021: True Things
- 2021: Die wundersame Welt des Louis Wain (The Electrical Life of Louis Wain)
- 2022: Maryland (Fernsehfilm)
- 2022: Die Schlange von Essex (The Essex Serpent, Miniserie, 6 Folgen)
- 2023: Beau Is Afraid
- 2023: Große Erwartungen (Great Expectations, Miniserie, 5 Folgen)
- 2023: Hoard
- 2024: Blitz
- 2024: Inside No. 9  (Fernsehserie, Episode 9x05)